# طرح‌های جدید اروپایی برای امضاها، یکپارچگی و رمزگذاری
NESSIE (طرح‌های جدید اروپایی برای امضاها، یکپارچگی و رمزگذاری) یک پروژه تحقیقاتی اروپایی بود که از سال ۲۰۰۰ تا ۲۰۰۳ برای شناسایی پایه‌های امن رمزنگاری تأسیس شد. این پروژه با فرایند NIST AES و پروژه CRYPTREC تحت حمایت دولت ژاپن قابل مقایسه است، اما با تفاوت‌های قابل توجه از هر دو. به ویژه، بین انتخاب و توصیه‌های NESSIE و CRYPTREC (مطابق گزارش پیش نویس اوت ۲۰۰۳)، همپوشانی و اختلاف نظر وجود دارد. شرکت کنندگان NESSIE مانند پروژه CRYPTREC شامل برخی از رمزنگاری‌های مهم فعال در جهان هستند.
NESSIE قصد شناسایی و ارزیابی طرح‌های رمزنگاری با کیفیت در چندین دسته داشت و برای این منظور فراخوان عمومی در مارس ۲۰۰۰ صادر کرد. چهل و دو طرح دریافت شدند و در فوریه ۲۰۰۳ دوازده مورد از موارد ارسال شده انتخاب شدند. علاوه بر این، پنج الگوریتم که قبلاً به‌طور عمومی شناخته شده بودند، اما جزو الگوریتم‌های ارسال شده در این فراخوانی نبودند، به عنوان «منتخبان» انتخاب شدند. این پروژه به‌طور علنی اعلام کرده‌است که «هیچ ضعفی در طرح‌های منتخب یافت نشد».

## الگوریتم‌های انتخاب شده
لیست ارسال کنندگان یا توسعه دهندگان الگوریتم‌های انتخاب شده در زیر ذکر شده‌است. پنج موردی که از قبل شناخته شده بودند اما به‌طور رسمی ارسال نشده‌اند، با "*" مشخص شده‌اند. ممکن است از اکثر آنها برای هر منظور و بدون نیاز به دریافت مجوز ثبت اختراع از هر کسی استفاده شوند. براساس بیانیه مطبوعاتی پروژه NESSIE، یک گواهی توافق برای استفاده از طرح‌های دارای "#" مورد نیاز است، اما کسانی که برای آنها مجوز می‌دهند، متعهد شده‌اند که "شرایط مجوز غیرقابل تبعیض و معقول برای همه علاقه مندان" داشته باشند.
به دلیل ناموفق بودن در cryptanalysis، هیچ‌کدام از رمزهای جریانی ارسال شده به NESSIE  انتخاب نشدند. این نتیجهٔ غافلگیر کننده منجر به پروژه eSTREAM شد.

### رمزهای قالبی
- MISTY1: میتسوبیشی الکتریک
- کاملیا: نیپون تلگراف و تلفن و میتسوبیشی الکتریک
- SHACAL-2: Gemplus
- AES *: (استاندارد رمزگذاری پیشرفته) (NIST، پ.م. پ. ۱۹۷) (با نام Rijndael)

### رمزگذاری کلید عمومی
- رمزگذاری ACE #: آزمایشگاه تحقیقات IBM زوریخ
- PSEC-KEM: نیپون تلگراف و تلفن تلفنی
- RSA-KEM *: مکانیسم تبادل کلید RSA (پیش نویس ISO / IEC 18033-2)

### الگوریتم‌های MAC و توابع هش رمزنگاری
- Two-Track-MAC: Katholieke Universiteit Leuven و debis AG
- UMAC: Intel Corp, UNIV. نوادا در رنو، آزمایشگاه تحقیقاتی IBM، انستیتو تکنیون و دانشگاه. کالیفرنیا در دیویس
- CBC-MAC *: (ISO / IEC 9797-1)؛
- EMAC: Berendschot و همکاران.
- HMAC *: (ISO / IEC 9797-1)؛
- WHIRLPOOL: Scopus Tecnologia SA و KULeuven
- SHA-256 *، SHA-384 * و SHA-512 *: NSA , (FIPS ایالات متحده ۱۸۰–۲)

### الگوریتم‌های امضای دیجیتال
- ECDSA: Certicom Corp
- RSA-PSS: آزمایشگاه‌های RSA
- SFLASH: Schlumberger Corp (SFLASH در سال ۲۰۰۷ ورشکست شد و دیگر نباید از آن استفاده کرد).

### طرح‌های شناسایی
- GPS-auth: Ecole Normale Supérieure، فرانسه Télécom و La Poste

## سایر شرکت کنندگان
شرکت کنندگانی که از مرحله اول مسابقه عبور نکردند شامل Noekeon , Q، Nimbus , NUSH , Grand Cru , Anubis , Hierocrypt , SC2000 و LILI-128 می‌شوند.

## پیمانکاران پروژه
پیمانکاران و نمایندگان آنها در این پروژه:
- Katholieke Universiteit Leven (پیمانکار اصلی): بارت پرنئل، الکس بیرووکوف ، آنتون بوسلئرز، کریستوپ دی کاننی، بارت ون رومپای
- olecole Normale Supérieure: Jacques Stern , Louis Granboulan, Gwenaëlle Martinet
- رویال هالووی، دانشگاه لندن: شان مورفی، الکس دنت ، راشل شیپسی، کریستین سوارت، جولیت وایت
- زیمنس AG: مارکوس دیکل، مارکوس شفوتل
- تکنیون مؤسسه فناوری: الی Biham، اور Dunkelman، ولادیمیر فورمن
- Université catholique de Louvain: Jean-Jacques Quisquater , Mathieu Ciet, Francesco Sica
- Universitete i Bergen: Lars Knudsen , Håvard Raddum